# Königsfeld im Schwarzwald
Königsfeld im Schwarzwald (letteralmente: «Königsfeld nella Foresta Nera») è un comune tedesco di 6 111 abitanti, situato nel land del Baden-Württemberg.

## Storia
Fondata nel 1807, è una delle sedi delle Fratelli Morave (in latino Unitas Fratrum), un credo religioso di ispirazione protestante. Per questo motivo almeno fino alla seconda guerra mondiale la maggior parte dei suoi abitanti erano credenti della Fratellanza e tutti i successivi Vorsteher (ovvero una sorta di diaconi di questo credo) fungevano anche da sindaci de facto del paese.

## Infrastrutture e trasporti
Königsfeld è su diverse linee di autobus principali, le stazioni ferroviarie più vicine sono a St. Georgen e Villingen-Schwenningen. Linee di autobus regionali collegano Königsfeld a queste città.

## Cultura

### Musei
A Königsfeld ha avuto una casa Albert Schweitzer, nella quale ha vissuto fondamentalmente sua moglie Hélène Bresslau (per motivi di salute non poteva vivere in Lambaréné), che quivi ha trovato il clima ideale; la casa è attualmente un museo dedicato a Schweitzer ed alla moglie.